# Maule (region)
Región del Maule är Chiles 7:e region. Regionen består av 4 provinser med Talca som huvudort.

## Provinser
- Provincia de Cauquenes
- Provincia de Curicó
- Provincia de Linares
- Provincia de Talca

## Största städer

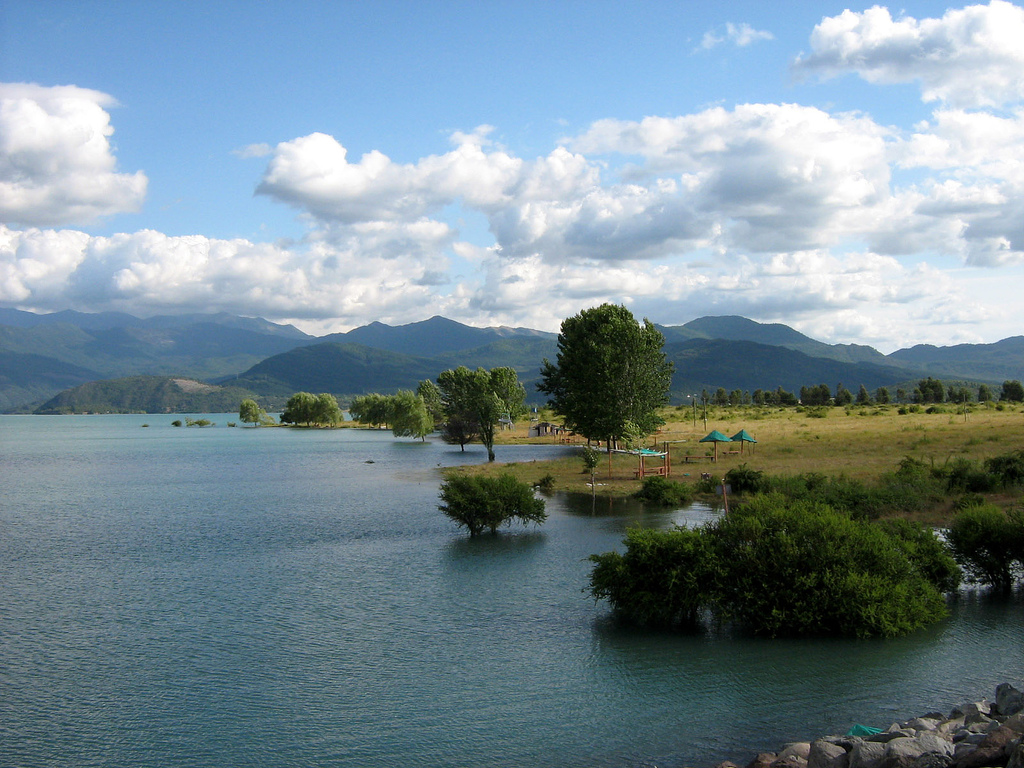
Landskapsbild från Lago Colbún som är en del av floden Maule

- Talca
- Curicó